# Asse celeste

Sfera celeste, in beige l'orizzonte. P e P' sono i poli celesti, la retta PP' è l'asse celeste.

L'asse celeste, talvolta impropriamente detto asse del mondo, è la retta passante per i poli celesti, cioè un prolungamento immaginario dell'asse terrestre. 
È quindi il perno di rotazione apparente della volta celeste.
L'equatore celeste è ortogonale all'asse celeste, essendo proiezione dell'equatore terrestre sulla sfera celeste.
Tutti questi elementi sono enti geometrici fittizi, che non esistono nel mondo reale: aiutano ad orientarsi quando si osserva il cielo e consentono di definire importanti sistemi di coordinate per rappresentare la posizione degli astri.